# Stadion Resovii
Stadion Resovii – wielofunkcyjny stadion w Rzeszowie, w Polsce. Został otwarty w 1949 roku. Może pomieścić 3420 widzów. Swoje spotkania rozgrywają na nim piłkarze klubu Resovia Rzeszów.
Pierwsze boisko Resovii znajdowało się w ogrodzie miejskim, przy ul. Dąbrowskiego. 19 maja 1912 roku zostało otwarte nowe boisko w rejonie dzisiejszych ulic Hetmańskiej i Podpromia (na tzw. „stawisku”), a na inaugurację gospodarze przegrali z Pogonią Lwów 1:5. Kolejne boisko klubu otwarto po I wojnie światowej, 4 czerwca 1920 roku. Mieściło się ono przy ul. Krakowskiej. Niedługo po otwarciu zostało ono rozbudowane i ponownie zainaugurowane 15 sierpnia 1923 roku, a ceremonię uświetnił mecz Resovii z Cracovią, wygrany przez gości 6:2. Podczas II wojny światowej na tym obiekcie mieściły się niemieckie koszary, a piłkarze Resovii konspiracyjnie grali na Staromieściu. W pierwszych latach po wojnie Resovia grała natomiast na stadionie przy ul. Langiewicza.
Obecny stadion Resovii został otwarty w 1949 roku. W 1984 roku obiekt ten został zmodernizowany w związku z organizacją w następnym roku Ogólnopolskiej Spartakiady Młodzieży. W ramach prac wykonano wówczas m.in. tartanową bieżnię lekkoatletyczną. W 1997 roku mający problemy finansowe klub przekazał stadion Wyższej Szkole Pedagogicznej (późniejszy Uniwersytet Rzeszowski), uzyskując jednak zgodę na dalsze użytkowanie. Kolejny remont stadionu przeprowadzono w latach 2004–2006. Pod koniec 2012 roku uniwersytet zdecydował się oddać stadion miastu.
W 2025 stadion został rozebrany, a w jego miejscu rozpoczęto budowę Podkarpackiego Centrum Lekkiej Atletyki.